# رادا (هنرپیشه)
رادا (مالایالامی: രാധ؛ زادهٔ ۳ ژوئن ۱۹۶۶) یک هنرپیشه اهل هند است.
او در فیلم سارق، آتشفشان، امواج هرگز متوقف نمی‌شوند، خواهران بی‌نظیر و موجودات خارق‌العاده بازی کرده‌است.